# Hugo van Lincoln
Dit artikel gaat over de heilige bisschop van Lincoln, voor de jeugdheilige Hugo van Lincoln, zie Hugo de Kleine
Hugo van Lincoln, of Hugo van Avalon, (circa 1135-1140 - Londen, 16 november 1200) is een Britse heilige. Hij werd geboren op het kasteel van Avalon in Saint-Maximin (Isère).

## Kloosterling
Zijn vader, de heer van Avalon, was afkomstig uit een van de meest vermaarde Bourgondische huizen. Van zijn moeder Anna is maar weinig bekend. Toen zij stierf, trad zijn vader Guillaume in bij de augustijnen in Villard-Benoît, in de buurt van Grenoble, en nam zijn zoon Hugo mee.
Hugo trad net als zijn vader officieel in en werd diaken gewijd op de leeftijd van negentien jaar. Rond het jaar 1159 werd hij benoemd tot prior van Saint-Maximin, een priorij niet ver van zijn geboorteplaats Avalon, waar zijn oudere broer Guillaume zijn vader had opgevolgd. In Saint-Maximin werkte Hugo als diaken. Hij preekte en verrichtte werk in de omliggende parochies. Omdat het verlangen naar een volledig contemplatief leven in hem groeide, bezocht hij samen met de prior van Villard-Benoît de Grande Chartreuse, het moederhuis van de kartuizers. In die tijd was Dom Basilius de eerwaarde vader van de Grande Chartreuse, en aan hem vertrouwde Hugo zijn verlangen toe zich onder de regel van de Kartuizers te stellen. Om zijn roeping op de proef te stellen bood Basilius hem geen enkele bevestiging of aanmoediging, en Hugo’s eigen augustijner prior riep hem onmiddellijk terug naar Villard-Benoît, bang om de ster van zijn communiteit te verliezen! Hij dwong hem zelfs een gelofte af elke gedachte aan het kartuizerleven los te laten. Hugo gaf in alle oprechtheid en zuiverheid toe, maar moest deze gelofte later toch breken toen het hem duidelijk werd dat hij deze gelofte onder emotionele druk van de prior onbesuisd en overhaast had gedaan.
Hij keerde dus in 1153 terug naar La Grande Chartreuse en werd kartuizer. Al snel na zijn professie vertrouwde de eerwaarde vader hem de zorg over een bejaarde medebroeder toe, die hem voorbereidde op de genade van het priesterschap. Hij moet ongeveer op zijn 30e gewijd zijn, de leeftijd die toen volgens het canoniek recht vereist was. Toen hij tien jaar in de kartuizer was, werd hem opgedragen het verantwoordelijke ambt van procurator oftewel econoom op zich te nemen. Dat bleef hij tot 1180, toen hij naar Engeland werd gestuurd om prior te worden van Witham, het eerste kartuizerklooster daar, gesticht door Henry II om goed te maken dat hij niet ter kruistocht was gegaan, wat hem was opgelegd na de moord op de heilige Thomas Becket. De eerste twee priors waren bezweken aan de primitieve omstandigheden in de nieuwe stichting waar de monniken nog niet eens een dak boven hun hoofd hadden. De koning had toen speciaal gevraagd naar Hugo, wiens kwaliteiten hem ter ore waren gekomen door gesprekken met een edelman uit Maurienne. De eerste zorg van Hugo was vanzelfsprekend fatsoenlijke gebouwen te laten neerzetten. Omdat het terrein door de koning geschonken was, eiste Hugo daarbij dat alle pachters die gedwongen werden te vertrekken door het hof schadeloos zouden worden gesteld. Dat vertraagde de bouw wel enigszins, maar uiteindelijk kreeg hij toch zijn zin. Het gebouw dat er uiteindelijk kwam was een gigantisch project, namelijk een exacte kopie van La Grande Chartreuse. De koning had veel vertrouwen in Hugo en bezocht hem regelmatig. De kartuize was gelegen aan de rand van een van Henry’s favoriete jachtterreinen, het woud van Selwood. De verstandhouding bleef goed, ondanks dat de prior hem bij voortduring genadeloos op zijn fouten wees, in het bijzonder wanneer Henry de rechten van de Kerk met voeten trad, wat hij nogal eens deed.

## Bisschop
In mei van het jaar 1180 riep de koning in de abdij van Eynsham een vergadering bijeen om over verschillende staatszaken te beslissen. Er werd beslist over de bezetting van verschillende vacante bisschopszetels (eerder door de koning verhinderd om de inkomsten van die diocesen in eigen zak te steken) en onder andere ook in Lincoln werd de kanunniken opgedragen een verkiezing te houden. Na enige discussie kozen ze Hugo, maar deze weigerde omdat de verkiezing onder druk van de koning had plaatsgevonden, nota bene in diens privékapel. Een tweede verkiezing werd gehouden, nu in Lincoln zelf en met precieze inachtneming van het kerkelijk recht, en wéér viel de keuze op Hugo. Hij weigerde opnieuw met het excuus dat hij toestemming van zijn overste nodig had. De koning stuurde een gezant en zo kwam de zaak uiteindelijk in orde, ongetwijfeld tot groot verdriet van Hugo, die immers juist zo’n moeite had gedaan om monnik te kunnen worden. Hij werd geconsacreerd in de abdij van Westminster in Londen op 21 september van het jaar 1181 door Baldwin, de aartsbisschop van Canterbury en op 29 september in Lincoln geïnstalleerd.

## In koninklijke kringen
Onmiddellijk en onvervaard toog hij aan het werk. Hij bemoeide zich met de onrechtvaardige jachtwetten en excommuniceerde zelfs ’s konings hoofdboswachter. Ook weigerde hij een van Henry’s hovelingen te benoemen aan wie de koning een prebende had beloofd. De koning ontbood hem in Woodstock om verantwoording af te leggen, maar de heilige nam de koning voor zich in met zijn spitsvondigheid, haalde hem over in te stemmen met de excommunicatie van de boswachter en de geweigerde prebende. Al snel werd Hugo befaamd vanwege zijn vrijgevigheid jegens de armen, en men herinnerde zich nog lang daarna hoe hij gewoon was melaatsen eigenhandig te verzorgen. Hij was het levende voorbeeld van een goede bisschop. Hij verliet zelden zijn diocees, kende zijn priesters persoonlijk, ging regelmatig op canonieke visitatie en koos zijn geestelijken met zeer veel zorgvuldigheid uit liefde voor de aan hem toevertrouwde zielen. Zijn kanunniken waren verplicht in Lincoln te blijven, en als dat eens onmogelijk was, moesten ze zich laten vervangen bij het heilig Officie. Eens per jaar ging hij op retraite om zich aan gebed te wijden, ver van de woeligheid van zijn uitgestrekte diocees.
In juli van het jaar 1188 ging hij mee met een gezantschap naar de koning van Frankrijk, en hij was daar toen koning Henry stierf. Het volgende jaar keerde hij terug en hij was aanwezig bij de kroning van koning Richard I. Hugo liep voorop in de bescherming van de Joden, waarvan er veel in Lincoln woonden. Zij werden vervolgd tijdens het begin van Richards regering, en Hugo bedaarde op verschillende plaatsen de woede van het opgezweepte volk.
Koning Richard was voor Hugo een grotere uitdaging dan Henry, door zijn formidabele persoonlijkheid. De bisschop was echter zeer principieel in zijn protest tegen onrechtvaardige eisen van de koning. Tijdens een beraad in Oxford in 1198 vroeg de justitiaris, aartsbisschop Hubert, van de bisschoppen en baronnen een grote som geld en ridders voor de buitenlandse oorlogen waarin de koning verwikkeld was. Hugo weigerde met het argument dat hij geen geld en manschappen hoefde in te zetten voor oorlogen die ver weg werden gevoerd. Zijn voorbeeld werd gevolgd door Herbert van Salisbury, en de justitiaris moest inbinden. De koning kreeg een woede-uitbarsting en beval Hugo’s bezittingen te confisqueren, maar niemand durfde er een vinger naar uit te steken. De heilige reisde naar Château Gaillard in Normandië waar de koning op dat moment verbleef. Hij gaf de vorst ongenadig de wind van voren en oogstte niet diens woede, maar juist bewondering. “Werkelijk,” schijnt Richard later te hebben gezegd, “als alle prelaten van de kerk zo zouden zijn als hij, zou geen koning in tegenwoordigheid van een bisschop het hoofd durven heffen.”
Het zou niet de laatste keer zijn dat deze twee grootheden tegenover elkaar staan. Toen er wederom een grote som geld werd geëist, nu van het Lincolnse kapittel, reisde de bisschop opnieuw naar Frankrijk. Toen hij daar aankwam, was Richard echter stervende, en Hugo kon niets meer doen dan zijn begrafenis bijwonen in de abdij van Fontevraud. Hij woonde in mei 1199 de kroning van John bij, maar vertrok even later weer naar Frankrijk om de koning bij te staan met staatszaken. Hij bezocht de Grand-Chartreuse in de zomer van 1200 en werd daar, zoals overal, met eerbied en liefde ontvangen.

## Levenseinde en verering
Op de terugreis naar Engeland kreeg hij koorts. Hij stierf een jaar later in “The old Temple,” het bisschoppelijke paleis van Lincoln. De aartsbisschop van Canterbury las zijn uitvaartmis en de koning was een van de dragers die hem naar zijn laatste rustplaats brachten, in het noordertransept van de kathedraal.
Hij werd bijgeschreven op de lijst der heiligen door paus Honorius III in 1220, en zijn relieken werden plechtig verheven en in een gouden schrijn in het zuidertransept geplaatst. Daarmee werd Lincoln het drukst bezochte bedevaartsoord in het Noorden van Engeland. Het is niet bekend wat er van de relieken is geworden in de tijd van de reformatie. Het kostbare schrijn zal in ieder geval een uitgelezen hapje zijn geweest voor de hebzucht van Henry VIII, die het goud, zilver en de edelstenen ervan confisqueerde.
Hugo’s feest wordt gevierd op 17 november. Bij de kartuizers is hij bijzonder in ere. Hij wordt afgebeeld met een zwaan.
- Bibsys: 90595994
- Bibliothèque nationale de France: cb119972061 (data)
- Gemeinsame Normdatei: 118939890
- International Standard Name Identifier: 0000 0000 6634 2872
- Library of Congress Control Number: n84216843
- Nationale bibliotheek van Australië: 51933957
- Nationale Bibliotheek van Israël: 987007262880105171
- Système universitaire de documentation: 028061608
- Trove: 1530648
- Virtual International Authority File: 20479535
- WorldCat: E39PBJpPxMfgMmQgMdBBvvrrMP